# Zahed Gilani
Pour les articles homonymes, voir Zahed.
Taj Al-Din Ebrahim ibn Rushan Amir al-Kurdi al-Sanjani (ou Taderaakas ou Sinjani) (en persan : تاج الدين ابراهيم كردی سنجانی), appelé également Cheikh Zahed (ou Zahid) Gilani, né en 1216 et mort en 1301, est un mystique et grand-maître (murshid-i kamil) perse du célèbre ordre soufi Zahediyeh à Lahijan, au nord de l'Iran. Il est d'origine kurde,,,,.